# جينا تالاكوفا
جينا تالاكوفا (بالإنجليزية: Jenna Talackova)‏ (مواليد 15 أكتوبر 1988) هي عارضة أزياء وشخصية تلفزيونية كندية. اشتهرت بعد مشاركتها في مسابقة ملكة جمال كندا سنة 2012، وسلطت وسائل الإعلام عليها بعد استبعادها من المسابقة ووصولها للنهائيات بسبب اكتشاف بأنها متحولة جنسياً عن ذكر، الأمر الذي يُخالف قوانين المسابقة وأنظمتها. واعتبر البعض استبعادها تمييزاً جنسياً ضد المتحولين.

## حياتها
ولدت تالاكوفا في 15 أكتوبر 1988 في فانكوفر بمقاطعة كولومبيا البريطانية كذكر من والد تشيكي، وأم من السكان الأصليين لكندا. كانت تالاكوفا تعاني من اضطراب الهوية الجنسية في وقت مبكر من حياتها، تحولت ظاهرياً لأنثى في سن 14 عاماً، وقامت بعملية تحول جنسي كامل وهي بعمر 19 سنة. غيرت اسمها إلى بيج ثم إلى جينا. وهي تدرس حالياً التغذية الشاملة.

## روابط خارجية
- جينا تالاكوفا على موقع IMDb (الإنجليزية)